# Ajara Nchout
Ajara Nchout Njoya (12 de janeiro de 1993) é uma futebolista camaronesa que atua como atacante.

## Carreira
Ajara Nchout integrou elenco da Seleção Camaronesa de Futebol Feminino, nas Olimpíadas de 2012. 